# Lijst van gemeenten van Puebla
De Mexicaanse deelstaat Puebla bestaat uit 217 gemeenten.
| INEGI | Gemeente                         | Inwoners  | Oppervlakte | Hoofdplaats                        | Inwoners  |
| ----- | -------------------------------- | --------- | ----------- | ---------------------------------- | --------- |
| 001   | Acajete                          | 72.894    | 185,46 km²  | Acajete                            | 20.923    |
| 002   | Acateno                          | 9.170     | 180,67 km²  | San José Acateno                   | -         |
| 003   | Acatlán                          | 37.955    | 607,78 km²  | Acatlán de Osorio                  | 16.307    |
| 004   | Acatzingo                        | 63.743    | 140,53 km²  | Acatzingo de Hidalgo               | 63.743    |
| 005   | Acteopan                         | 3.070     | 74,84 km²   | Acteopan                           | -         |
| 006   | Ahuacatlán                       | 14.542    | 90,98 km²   | Ahuacatlán                         | 1.139     |
| 007   | Ahuatlán                         | 3.162     | 184,07 km²  | Ahuatlán                           | -         |
| 008   | Ahuazotepec                      | 11.439    | 60,53 km²   | Ahuazotepec                        | -         |
| 009   | Ahuehuetitla                     | 2.207     | 72,71 km²   | Ahuehuetitla                       | 1.371     |
| 010   | Ajalpan                          | 74.768    | 394,68 km²  | Ciudad de Ajalpan                  | 28.031    |
| 011   | Albino Zertuche                  | 1.885     | 79,51 km²   | Acaxtlahuacán de Albino Zertuche   | -         |
| 012   | Aljojuca                         | 6.591     | 52,38 km²   | Aljojuca                           | 4.147     |
| 013   | Altepexi                         | 22.629    | 47,80 km²   | Altepexi                           | 21.307    |
| 014   | Amixtlán                         | 4.812     | 44,98 km²   | Amixtlán                           | 2.361     |
| 015   | Amozoc                           | 125.876   | 135,18 km²  | Amozoc de Mota                     | 100.964   |
| 016   | Aquixtla                         | 9.021     | 166,52 km²  | Aquixtla                           | -         |
| 017   | Atempan                          | 29.742    | 48,11 km²   | Atempan                            | 7.491     |
| 018   | Atexcal                          | 3.859     | 331,39 km²  | Atexcal                            | 997       |
| 019   | Atlixco                          | 141.793   | 293,01 km²  | Atlixco                            | 89.314    |
| 020   | Atoyatempan                      | 7.704     | 26,56 km²   | Atoyatempan                        | 7.269     |
| 021   | Atzala                           | 1.512     | 11,36 km²   | Atzala                             | 1.123     |
| 022   | Atzitzihuacán                    | 12.857    | 129,74 km²  | Atzitzihuacán                      | 1.002     |
| 023   | Atzitzintla                      | 9.051     | 133,12 km²  | Atzitzintla                        | 3.524     |
| 024   | Axutla                           | 976       | 188,17 km²  | Axutla                             | -         |
| 025   | Ayotoxco de Guerrero             | 8.208     | 107,04 km²  | Ayotoxco de Guerrero               | 3.163     |
| 026   | Calpan                           | 15.271    | 66,88 km²   | Calpan                             | 8.195     |
| 027   | Caltepec                         | 4.128     | 391,74 km²  | Caltepec                           | 391       |
| 028   | Camocuautla                      | 2.758     | 16,24 km²   | Camocuautla                        | 2.624     |
| 029   | Caxhuacán                        | 3.811     | 13,97 km²   | Caxhuacán                          | 3.387     |
| 030   | Coatepec                         | 772       | 12,24 km²   | Coatepec                           | -         |
| 031   | Coatzingo                        | 2.820     | 116,01 km²  | Coatzingo                          | -         |
| 032   | Cohetzala                        | 1.382     | 240,61 km²  | Santa María Cohetzala              | -         |
| 033   | Cohuecan                         | 5.403     | 47,32 km²   | Cohuecan                           | 4.763     |
| 034   | Coronango                        | 46.836    | 36,78 km²   | Santa María Coronango              | 14.859    |
| 035   | Coxcatlán                        | 20.653    | 247,68 km²  | Coxcatlán                          | 19.639    |
| 036   | Coyomeapan                       | 14.806    | 228,81 km²  | Coyomeapan                         | 1.288     |
| 037   | Coyotepec                        | 2.334     | 133,77 km²  | San Vicente Coyotepec              | -         |
| 038   | Cuapiaxtla de Madero             | 10.542    | 23,35 km²   | Cuapiaxtla de Madero               | 8.241     |
| 039   | Cuautempan                       | 9.837     | 61,56 km²   | San Esteban Cuautempan             | -         |
| 040   | Cuautinchán                      | 12.340    | 159,93 km²  | Cuautinchán                        | 2.879     |
| 041   | Cuautlancingo                    | 137.435   | 38,17 km²   | San Juan Cuautlancingo             | -         |
| 042   | Cuayuca de Andrade               | 3.315     | 200,66 km²  | San Pedro Cuayuca                  | -         |
| 043   | Cuetzalan del Progreso           | 49.864    | 181,73 km²  | Ciudad de Cuetzalan                | 6.402     |
| 044   | Cuyoaco                          | 17.139    | 300,79 km²  | Cuyoaco                            | 1.906     |
| 045   | Chalchicomula de Sesma           | 47.410    | 389,82 km²  | Ciudad Serdán                      | 27.628    |
| 046   | Chapulco                         | 8.193     | 87,00 km²   | Chapulco                           | -         |
| 047   | Chiautla                         | 21.699    | 804,30 km²  | Chiautla de Tapia                  | 10.320    |
| 048   | Chiautzingo                      | 22.039    | 81,22 km²   | San Lorenzo Chiautzingo            | -         |
| 049   | Chiconcuautla                    | 17.382    | 89,34 km²   | Chiconcuautla                      | 4.075     |
| 050   | Chichiquila                      | 26.928    | 108,95 km²  | Chichiquila                        | -         |
| 051   | Chietla                          | 37.030    | 325,28 km²  | Chietla                            | 5.726     |
| 052   | Chigmecatitlán                   | 1.215     | 26,27 km²   | Chigmecatitlán                     | 1.215     |
| 053   | Chignahuapan                     | 66.464    | 760,23 km²  | Ciudad de Chignahuapan             | 66.464    |
| 054   | Chignautla                       | 35.223    | 148,29 km²  | Chignautla                         | 12.666    |
| 055   | Chila                            | 5.082     | 128,27 km²  | Chila                              | -         |
| 056   | Chila de la Sal                  | 1.317     | 140,86 km²  | Chila de la Sal                    | -         |
| 057   | Honey                            | 6.687     | 63,59 km²   | Honey                              | 1.122     |
| 058   | Chilchotla                       | 21.002    | 146,95 km²  | Rafael J. García                   | -         |
| 059   | Chinantla                        | 2.846     | 88,36 km²   | Chinantla                          | -         |
| 060   | Domingo Arenas                   | 7.982     | 12,14 km²   | Domingo Arenas                     | -         |
| 061   | Eloxochitlán                     | 14.461    | 99,67 km²   | Eloxochitlán                       | -         |
| 062   | Epatlán                          | 4.943     | 51,93 km²   | San Juan Epatlán                   | 2.118     |
| 063   | Esperanza                        | 14.766    | 79,03 km²   | Esperanza                          | 8.445     |
| 064   | Francisco Z. Mena                | 17.824    | 430,68 km²  | Metlaltoyuca                       | 4.324     |
| 065   | General Felipe Ángeles           | 22.694    | 91,67 km²   | San Pablo de las Tunas             | -         |
| 066   | Guadalupe                        | 6.451     | 154,73 km²  | Guadalupe                          | -         |
| 067   | Guadalupe Victoria               | 18.784    | 224,42 km²  | Guadalupe Victoria                 | -         |
| 068   | Hermenegildo Galeana             | 7.011     | 50,39 km²   | Bienvenido                         | -         |
| 069   | Huaquechula                      | 29.233    | 231,48 km²  | Huaquechula                        | 3.005     |
| 070   | Huatlatlauca                     | 6.111     | 168,53 km²  | Huatlatlauca                       | 770       |
| 071   | Huauchinango                     | 103.946   | 250,41 km²  | Huauchinango                       | 58.957    |
| 072   | Huehuetla                        | 17.082    | 47,95 km²   | Huehuetla                          | -         |
| 073   | Huehuetlán el Chico              | 9.760     | 180,66 km²  | Huehuetlán el Chico                | 4.742     |
| 074   | Huejotzingo                      | 90.794    | 175,36 km²  | Huejotzingo                        | 29.613    |
| 075   | Hueyapan                         | 13.080    | 74,54 km²   | Hueyapan                           | -         |
| 076   | Hueytamalco                      | 27.600    | 319,70 km²  | Hueytamalco                        | 5.900     |
| 077   | Hueytlalpan                      | 5.951     | 42,29 km²   | Hueytlalpan                        | 1.976     |
| 078   | Huitzilan de Serdán              | 15.928    | 69,45 km²   | Hueytlalpan                        | -         |
| 079   | Huitziltepec                     | 5.782     | 51,00 km²   | Santa Clara Huitziltepec           | -         |
| 080   | Atlequizayan                     | 2.633     | 12,51 km²   | Atlequizayan                       | 1.501     |
| 081   | Ixcamilpa de Guerrero            | 4.065     | 308,31 km²  | Ixcamilpa                          | -         |
| 082   | Ixcaquixtla                      | 8.804     | 106,58 km²  | San Juan Ixcaquixtla               | -         |
| 083   | Ixtacamaxtitlán                  | 25.319    | 567,96 km²  | Ixtacamaxtitlán                    | -         |
| 084   | Ixtepec                          | 6.960     | 19,50 km²   | Ixtepec                            | -         |
| 085   | Izúcar de Matamoros              | 82.809    | 537,33 km²  | Izúcar de Matamoros                | 82.809    |
| 086   | Jalpan                           | 12.050    | 206,05 km²  | Apapantilla                        | -         |
| 087   | Jolalpan                         | 13.308    | 600,15 km²  | Jolalpan                           | -         |
| 088   | Jonotla                          | 4.457     | 30,17 km²   | Jonotla                            | 955       |
| 089   | Jopala                           | 12.131    | 170,81 km²  | Jopala                             | 1.479     |
| 090   | Juan C. Bonilla                  | 23.783    | 23.03 km²   | Cuanalá                            | 4.399     |
| 091   | Juan Galindo                     | 9.828     | 23,15 km²   | Nuevo Necaxa                       | -         |
| 092   | Juan N. Méndez                   | 5.293     | 225,48 km²  | Atenayuca                          | -         |
| 093   | Lafragua                         | 7.650     | 179,66 km²  | Saltillo                           | 761       |
| 094   | Libres                           | 37.257    | 275,48 km²  | Libres                             | 15.536    |
| 095   | La Magdalena Tlatlauquitepec     | 650       | 11,10 km²   | La Magdalena Tlatlauquitepec       | 647       |
| 096   | Mazapiltepec de Juárez           | 3.176     | 54,63 km²   | Mazapiltepec de Juárez             | 1.425     |
| 097   | Mixtla                           | 2.668     | 9,43 km²    | San Francisco Mixtla               | -         |
| 098   | Molcaxac                         | 6.668     | 156,37 km²  | Molcaxac                           | 1.764     |
| 099   | Cañada Morelos                   | 20.659    | 244,85 km²  | Morelos Cañada                     | 4.213     |
| 100   | Naupan                           | 9.310     | 60.45 km²   | Naupan                             | -         |
| 101   | Nauzontla                        | 3.317     | 27,73 km²   | Nauzontla                          | 1.122     |
| 102   | Nealtican                        | 14.075    | 18,81 km²   | San Buenaventura Nealtican         | 13.243    |
| 103   | Nicolás Bravo                    | 6.644     | 108,92 km²  | Nicolás Bravo                      | 1.000     |
| 104   | Nopalucan                        | 27.292    | 687,38 km²  | Nopalucan de la Granja             | 7.699     |
| 105   | Ocotepec                         | 5.077     | 67,13 km²   | Ocotepec                           | -         |
| 106   | Ocoyucan                         | 42.669    | 119,66 km²  | Santa Clara Ocoyucan               | -         |
| 107   | Olintla                          | 11.993    | 63,05 km²   | Olintla                            | 2.102     |
| 108   | Oriental                         | 19.903    | 239,67 km²  | Oriental                           | 11.276    |
| 109   | Pahuatlán                        | 20.274    | 99,14 km²   | Ciudad de Pahuatlán de Valle       | 3.523     |
| 110   | Palmar de Bravo                  | 50.226    | 362,53 km²  | Palmar de Bravo                    | 4.870     |
| 111   | Pantepec                         | 18.528    | 222,27 km²  | Pantepec                           | -         |
| 112   | Petlalcingo                      | 9.350     | 233,55 km²  | Petlalcingo                        | 2.621     |
| 113   | Piaxtla                          | 4.627     | 221,28 km²  | Piaxtla                            | -         |
| 114   | Puebla                           | 1.692.181 | 544,65 km²  | Heroica Puebla de Zaragoza         | 1.542.232 |
| 115   | Quecholac                        | 57.992    | 187,32 km²  | Quecholac                          | 10.216    |
| 116   | Quimixtlán                       | 22.855    | 165,91 km²  | Quimixtlán                         | 1.771     |
| 117   | Rafael Lara Grajales             | 15.952    | 4,10 km²    | Rafael Lara Grajales               | -         |
| 118   | Los Reyes de Juárez              | 30.021    | 58,71 km²   | Los Reyes de Juárez                | 19.183    |
| 119   | San Andrés Cholula               | 154.448   | 79,89 km²   | San Andrés Cholula                 | 46.996    |
| 120   | San Antonio Cañada               | 5.938     | 79,89 km²   | San Antonio Cañada                 | 2.631     |
| 121   | San Diego La Mesa Tochimiltzingo | 1.270     | 133,16 km²  | Tochimiltzingo                     | -         |
| 122   | San Felipe Teotlalcingo          | 11.063    | 39,38 km²   | San Felipe Teotlalcingo            | 7.124     |
| 123   | San Felipe Tepatlán              | 3.793     | 45,09 km²   | San Felipe Tepatlán                | 369       |
| 124   | San Gabriel Chilac               | 15.954    | 109,02 km²  | San Gabriel Chilac                 | 15.954    |
| 125   | San Gregorio Atzompa             | 9.671     | 11,77 km²   | San Gregorio Atzompa               | 5.066     |
| 126   | San Jerónimo Tecuanipan          | 6.597     | 39,72 km²   | San Jerónimo Tecuanipan            | 2.545     |
| 127   | San Jerónimo Xayacatlán          | 3.606     | 142,58 km²  | San Jerónimo Xayacatlán            | 1.229     |
| 128   | San José Chiapa                  | 10.443    | 176,98 km²  | San José Chiapa                    | 10.443    |
| 129   | San José Miahuatlán              | 14.018    | 333,35 km²  | San José Miahuatlán                | -         |
| 130   | San Juan Atenco                  | 3.604     | 96,36 km²   | San Juan Atenco                    | 2.111     |
| 131   | San Juan Atzompa                 | 975       | 24,76 km²   | San Juan Atzompa                   | 973       |
| 132   | San Martín Texmelucan            | 155.738   | 83,02 km²   | San Martín Texmelucan de Labastida | 155.738   |
| 133   | San Martín Totoltepec            | 692       | 7,27 km²    | San Martín Totoltepec              | 671       |
| 134   | San Matías Tlalancaleca          | 20.974    | 51.50 km²   | San Matías Tlalancaleca            | 11.076    |
| 135   | San Miguel Ixitlán               | 526       | 72,61 km²   | San Miguel Ixitlán                 | -         |
| 136   | San Miguel Xoxtla                | 12.461    | 6,46 km²    | San Miguel Xoxtla                  | 12.060    |
| 137   | San Nicolás Buenos Aires         | 10.464    | 210,17 km²  | San Nicolás Buenos Aires           | 3.225     |
| 138   | San Nicolás de los Ranchos       | 11.780    | 162,45 km²  | San Nicolás de los Ranchos         | -         |
| 139   | San Pablo Anicano                | 3.759     | 97,39 km²   | San Pablo Anicano                  | 2.008     |
| 140   | San Pedro Cholula                | 138.433   | 76,32 km²   | Cholula de Rivadavia               | 102.260   |
| 141   | San Pedro Yeloixtlahuaca         | 3.488     | 174,98 km²  | San Pedro Yeloixtlahuaca           | 890       |
| 142   | San Salvador el Seco             | 30.639    | 220,29 km²  | San Salvador el Seco               | 30.629    |
| 143   | San Salvador el Verde            | 34.880    | 108,71 km²  | San Salvador el Verde              | 2.768     |
| 144   | San Salvador Huixcolotla         | 16.790    | 23,85 km²   | San Salvador Huixcolotla           | 12.148    |
| 145   | San Sebastián Tlacotepec         | 13.189    | 236,29 km²  | Tlacotepec de Porfirio Díaz        | 1.659     |
| 146   | Santa Catarina Tlaltempan        | 749       | 47,44 km²   | Santa Catarina Tlaltempan          | 749       |
| 147   | Santa Inés Ahuatempan            | 6.341     | 283,65 km²  | Santa Inés Ahuatempan              | -         |
| 148   | Santa Isabel Cholula             | 11.498    | 32,68 km²   | Santa Isabel Cholula               | 2.117     |
| 149   | Santiago Miahuatlán              | 30.309    | 93,70 km²   | Santiago Miahuatlán                | 13.909    |
| 150   | Huehuetlán el Grande             | 6.105     | 180,66 km²  | Santo Domingo Huehuetlán           | -         |
| 151   | Santo Tomás Hueyotlipan          | 9.315     | 19,46 km²   | Santo Tomás Hueyotlipan            | 6.053     |
| 152   | Soltepec                         | 12.631    | 115,20 km²  | Soltepec                           | 6.533     |
| 153   | Tecali de Herrera                | 23.625    | 176,04 km²  | Tecali de Herrera                  | -         |
| 154   | Tecamachalco                     | 80.771    | 180,22 km²  | Tecamachalco                       | 31.315    |
| 155   | Tecomatlán                       | 6.830     | 145,67 km²  | Tecomatlán                         | 3.706     |
| 156   | Tehuacán                         | 327.312   | 553,67 km²  | Tehuacán                           | 248.716   |
| 157   | Tehuitzingo                      | 12.672    | 492,16 km²  | Tehuitzingo                        | -         |
| 158   | Tenampulco                       | 6.743     | 140,23 km²  | Tenampulco                         | 1.121     |
| 159   | Teopantlán                       | 3.836     | 248,62 km²  | Teopantlán                         | 2.963     |
| 160   | Teotlalco                        | 3.689     | 136,37 km²  | Teotlalco                          | 1.502     |
| 161   | Tepanco de López                 | 22.218    | 224,65 km²  | Tepanco de López                   | 3.400     |
| 162   | Tepango de Rodríguez             | 4.155     | 28,67 km²   | Tepango de Rodríguez               | 3.298     |
| 163   | Tepatlaxco de Hidalgo            | 18.854    | 69,39 km²   | Tepatlaxco de Hidalgo              | 16.085    |
| 164   | Tepeaca                          | 84.270    | 217,46 km²  | Tepeaca de Negrete                 | 84.270    |
| 165   | Tepemaxalco                      | 1.216     | 29,76 km²   | Tepemaxalco                        | 817       |
| 166   | Tepeojuma                        | 8.918     | 132,25 km²  | Tepeojuma                          | -         |
| 167   | Tepetzintla                      | 10.373    | 70,88 km²   | Tepetzintla                        | -         |
| 168   | Tepexco                          | 7.523     | 116,42 km²  | Tepexco                            | -         |
| 169   | Tepexi de Rodríguez              | 22.331    | 392,30 km²  | Tepexi de Rodríguez                | 5.703     |
| 170   | Tepeyahualco                     | 19.200    | 450,45 km²  | Tepeyahualco                       | 1.563     |
| 171   | Tepeyahualco de Cuauhtémoc       | 3.851     | 15,35 km²   | Tepeyahualco de Cuauhtémoc         | 2.966     |
| 172   | Tetela de Ocampo                 | 27.216    | 328,80 km²  | Tetela de Ocampo                   | 5.612     |
| 173   | Teteles de Ávila Castillo        | 6.653     | 9,83 km²    | Teteles de Ávila Castillo          | 5.156     |
| 174   | Teziutlán                        | 103.583   | 92,64 km²   | Teziutlán                          | 62.849    |
| 175   | Tianguismanalco                  | 14.432    | 133,22 km²  | Tianguismanalco                    | -         |
| 176   | Tilapa                           | 9.664     | 83,89 km²   | Tilapa                             | -         |
| 177   | Tlacotepec de Benito Juárez      | 48.268    | 398,56 km²  | Tlacotepec de Benito Juárez        | 8.908     |
| 178   | Tlacuilotepec                    | 17.115    | 173,83 km²  | Tlacuilotepec                      | 1.638     |
| 179   | Tlachichuca                      | 31.639    | 422,22 km²  | Tlachichuca                        | 8.481     |
| 180   | Tlahuapan                        | 41.547    | 311,97 km²  | Santa Rita Tlahuapan               | 8.412     |
| 181   | Tlaltenango                      | 7.425     | 20,88 km²   | Tlaltenango                        | 7.084     |
| 182   | Tlanepantla                      | 5.390     | 14,88 km²   | Tlanepantla                        | -         |
| 183   | Tlaola                           | 20.433    | 143,14 km²  | Tlaola                             | 1.406     |
| 184   | Tlapacoya                        | 6.422     | 63,26 km²   | Tlapacoya                          | 6.406     |
| 185   | Tlapanalá                        | 10.344    | 83,79 km²   | Tlapanalá                          | 8.404     |
| 186   | Tlatlauquitepec                  | 55.576    | 294,15 km²  | Tlatlauquitepec                    | 9.358     |
| 187   | Tlaxco                           | 4.934     | 54,63 km²   | Tlaxco                             | -         |
| 188   | Tochimilco                       | 19.315    | 218,94 km²  | Tochimilco                         | 3.289     |
| 189   | Tochtepec                        | 22.454    | 102,10 km²  | Tochtepec                          | 7.443     |
| 190   | Totoltepec de Guerrero           | 1.187     | 148,15 km²  | Totoltepec de Guerrero             | 949       |
| 191   | Tulcingo                         | 9.871     | 277,61 km²  | Tulcingo de Valle                  | 5.249     |
| 192   | Tuzamapan de Galeana             | 5.924     | 41,93 km²   | Tuzamapan de Galeana               | 1.551     |
| 193   | Tzicatlacoyan                    | 6.476     | 279,11 km²  | Tzicatlacoyan                      | 1.300     |
| 194   | Venustiano Carranza              | 28.395    | 316,56 km²  | Venustiano Carranza                | 6.263     |
| 195   | Vicente Guerrero                 | 26.559    | 244,36 km²  | Santa María del Monte              | -         |
| 196   | Xayacatlán de Bravo              | 1.570     | 59,91 km²   | Xayacatlán de Bravo                | 1.079     |
| 197   | Xicotepec                        | 80.591    | 312,30 km²  | Xicotepec de Juárez                | 41.455    |
| 198   | Xicotlán                         | 1.312     | 205,22 km²  | Xicotlán                           | -         |
| 199   | Xiutetelco                       | 42.934    | 145,45 km²  | Xiutetelco                         | 9.490     |
| 200   | Xochiapulco                      | 3.443     | 59,73 km²   | Cinco de Mayo                      | -         |
| 201   | Xochiltepec                      | 3.375     | 46,61 km²   | Xochiltepec                        | 1.382     |
| 202   | Xochitlán de Vicente Suárez      | 13.025    | 78,20 km²   | Xochitlán de Vicente Suárez        | 2.810     |
| 203   | Xochitlán Todos Santos           | 7.178     | 163,72 km²  | Xochitlán                          | 5.975     |
| 204   | Yaonáhuac                        | 7.926     | 29,82 km²   | Yaonáhuac                          | 3.968     |
| 205   | Yehualtepec                      | 26.392    | 125,77 km²  | Yehualtepec                        | 7.961     |
| 206   | Zacapala                         | 4.647     | 248,39 km²  | Zacapala                           | 1.182     |
| 207   | Zacapoaxtla                      | 57.887    | 176,64 km²  | Zacapoaxtla                        | 8.384     |
| 208   | Zacatlán                         | 87.361    | 489,33 km²  | Zacatlán                           | 33.736    |
| 209   | Zapotitlán                       | 8.595     | 427,75 km²  | Zapotitlán Salinas                 | 2.700     |
| 210   | Zapotitlán de Méndez             | 5.675     | 20,30 km²   | Zapotitlán de Méndez               | 1.751     |
| 211   | Zaragoza                         | 16.752    | 30,90 km²   | Zaragoza                           | 16.752    |
| 212   | Zautla                           | 20.717    | 266,70 km²  | Zautla                             | 632       |
| 213   | Zihuateutla                      | 11.967    | 176,53 km²  | Zihuateutla                        | 1.067     |
| 214   | Zinacatepec                      | 18.359    | 62,94 km²   | San Sebastián Zinacatepec          | -         |
| 215   | Zongozotla                       | 4.539     | 36,73 km²   | Zongozotla                         | 4.229     |
| 216   | Zoquiapan                        | 2.452     | 18,92 km²   | Zoquiapan                          | 938       |
| 217   | Zoquitlán                        | 20.335    | 268,87 km²  | Zoquitlán                          | 3.404     |

| Detailkaart                         |
| ----------------------------------- |
|                                     |
| Ligging Puebla binnen Mexico        |
|                                     |
| Gemeenten ingedeeld naar INEGI code |